# Набор веса 4000
«Набор веса 4000» (англ. Weight Gain 4000) — второй эпизод сериала «Южный Парк», его премьера состоялась 20 августа 1997 года.

## Сюжет
Картман побеждает на конкурсе сочинений «Спасём этот хрупкий мир». Он счастлив, что его покажут по телевидению, но Венди, написавшая сочинение, посвящённое бутылконосым дельфинам, сомневается в том, что Эрик действительно написал хорошее сочинение.
Для вручения приза в город собирается приехать телезвезда Кэти Ли Гиффорд. Это неожиданное известие радует Шефа, который к ней неравнодушен, и пугает мистера Гаррисона, которого она в детстве обошла на конкурсе талантов.
Мистер Шляпа внушает мистеру Гаррисону, что Кэти Ли надо убить. Тот сначала сопротивляется искушению, но затем покупает оружие и начинает планировать покушение.
Картман решает для того, чтобы достойно выступить на телевидении, «набрать форму». Он видит по телевидению рекламу средства «Набор веса 4000» и заставляет мать купить его. Эрик потребляет его в огромных количествах и начинает сильно толстеть.
Кэти Ли приезжает в город (её держат в специальном стеклянном «баллоне») и вызывает огромный ажиотаж у населения. Шеф поёт ей песню о том, как хочет заняться с ней любовью. Мистер Гаррисон прячется в библиотеке и из окна целится в Кэти Ли. В это же время туда заходят Стэн и Венди (Венди уже знает о замыслах мистера Шляпы); они пытаются отговорить его, но в конце концов он стреляет и попадает в Кенни. Кэти Ли уезжает из города. Картман, разжиревший до неподвижного состояния, пытается сказать речь, но всем наплевать на церемонию без телезвезды. Венди сообщает, что нашла, откуда списано сочинение Картмана, но её тоже никто не слушает; в конце концов она забывает об этом и уходит со Стэном и Кайлом.
Картмана в конце концов показывают по телевизору — ведь он разжирел настолько, что занимает собой целую комнату. Выступая в таком виде в телешоу, он говорит, что люди должны уметь достигать своей мечты. Тут же словно в подтверждение показывают Шефа. У него сбылась мечта — он таки переспал с Кэти Ли Гиффорд.

## Смерть Кенни
Когда мистер Гаррисон ставит спектакль в честь приезда Кэти Ли, среди прочих кровавых событий в нём индейский вигвам падает на Кенни. Однако тот, видимо, выживает. Позже Кенни умирает от выстрела мистера Гаррисона, целившегося в Кэти Ли; Кенни отлетает и насаживается головой на флагшток, медленно сползая по нему вниз. Когда мимо проходит офицер Барбреди и говорит: «Хорошо, что никто не пострадал», виден съезжающий вниз труп Кенни.
Позже этот эпизод был спародирован в эпизоде «Самый большой говнюк во Вселенной»: так погибает Роб Шнайдер, в которого вселяется душа Кенни.

## Персонажи
В этом эпизоде впервые появляется мэр Мэкдэниэлс со своими помощниками.
В классе сидят (слева направо): Венди (впервые сидит в классе); Баттерс; Клайд; Пип; Картман; Токен; Кевин; Кайл; Дог Пу; Кенни; Стэн; Энни; Берта. Помимо них, в постановке мистера Гаррисона участвует Биби Стивенс.

## Пародии
- Сцена со словами, отдающимися эхом во время вращения головы мистера Шляпы, — пародия на фильм «Изгоняющий дьявола». Также возможно, что сама идея того, что мистер Шляпа «разговаривает» и настойчиво предлагает убить Кэти Ли Гиффорд, взята из художественного фильма «Магическая кукла» с Энтони Хопкинсом. Главный герой фильма также страдал раздвоением личности, общаясь с деревянной куклой.
- Сцена в магазине, когда мистер Гаррисон «примеряет» винтовку и, смотрясь в зеркало, проговаривает фразу «Ты мне говоришь? Здесь никого больше нет, значит, ты мне говоришь…», является прямой отсылкой фильму Мартина Скорсезе «Таксист» с Робертом Де Ниро в главной роли.
- Эпизод с покушением мистера Гаррисона на Кэти Ли — пародия на убийство Кеннеди Ли Харви Освальдом.
- Кэти Ли перевозят в автомобиле, напоминающем папамобиль.
- Эссе Картмана на самом деле представляет собой книгу Генри Дэвида Торо «Уолден, или Жизнь в лесу» (1854); Эрик только зачеркнул имя автора (вписав своё) и некоторые предложения.
- Во время песни Шефа на синтезаторе написано Boland, что является пародией на фирму Roland.
- Когда офицер Барбрейди арестовывает мистера Шляпу в конце серии, мистер Гаррисон отвечает, изображая его голос: «У меня бы всё получилось, если бы не эти пронырливые детишки!» Это отсылка к мультсериалу «Скуби-ду», в котором пойманные командой расследователей преступники всегда произносили именно эту фразу.

## Факты
- Испанские надписи на доске в классе:
  - Chupe mis chi chis — Пососи мои сиськи.
  - No me toquem lod huevos — Не трогай мои яйца.
  - Mi verga es fea y morena — Мой член мерзкий и коричневый.
- Рассуждение Картмана о ненависти к радуге основано на рассуждении сидевшей в ресторане женщины, которое случайно подслушали Паркер и Стоун. Женщина говорила, что не любит радугу, потому что та приходит после дождя, а она любит дождь.
- В 2009 году после серии «Кольцо» (когда сериал начал транслироваться в HD-формате) и после ремастеринга всех серий и сезонов все серии (включая эту серию) были расширены с 4:3 до 16:9 (кроме «Картман и анальный зонд», который так и остался в 4:3).
- В этой серии мы видим мистера Гаррисона ребёнком: у него уже поседевшие волосы и лысина. Однако в эпизоде «Мамаша Картмана — грязная шлюха», демонстрирующем события девятилетней давности, у мистера Гаррисона каштановые волосы без залысин.
- На прослушивании в воспоминаниях мистера Гаррисона Кэти Ли поёт песню Линды Клиффорд «If My Friends Could See Me Now».
- Шутка, которую мистер Гаррисон рассказывает на конкурсе талантов, позже прозвучала в исполнении Джимми в эпизоде «Как питаться с помощью задницы» — он рассказывает её, чтобы насмешить Картмана.
- Помощники мэра шутят про Кэти Ли: «Она любит детей. — Да, по крайней мере тех, кто работает на конвейере по потогонной системе». Это намёк на её кампанию по защите детей от тяжёлых условий учёбы и труда.
- На стене магазина Jimbo’s Guns можно увидеть наклейку в форме рыбы с привязанными кроличьими ушками — эта рыба появляется в эпизоде «Слон занимается любовью со свиньёй».
- В классной комнате, куда пробирается Венди, виден плакат с Картманом: «Student of the week. Good job!» (Ученик недели. Молодец!).
- В городе показано книгохранилище и психиатрическая лечебница Саус Парка.